# Illatos-árok
Az Illatos-árok a 18. században a Pest környéki talajvizek, majd a köbányai és a ferencvárosi ipartelepek kiépülése után a szennyvizek elvezetésére épült csatorna. A Duna balparti mellékvízének is tekinthető mesterséges vízfolyás, amely Ferencvárosnál ömlik a Ráckevei-Duna felső szakaszába. Napjainkra már több szakaszon befedték.

## Nevének eredete
Nevének eredete ismeretlen, a régi Wekerle-telepiek Büdös-árok névvel illetik.

## Környezete
Végig az árok hosszán nyitott és fedett szakaszok váltják egymást. A fedett, beépített részek többnyire a lakott, ill. ipari területek közelében vannak. Nyitott szakasza mentén ugyanakkor több kisebb-nagyobb zöldterület is található. Ezek élővilágára, mikroklímájára hatással van e kis vízfolyás. A legismertebb ilyen terület az ún. Kiserdő.

### A Kiserdő
A zöldterület IX. kerületi József Attila-lakótelep és a XIX. kerületi Wekerletelep között, a Határ út mentén húzódik. Az erdőt az 1940-es évek vége felé telepítették, zömmel idegenhonos fafajokból, leginkább fehér akácból. Ám elegyesen egyéb fafélék is fellelhetőek, pl. a lepényfa, az ezüst hárs, az ezüst juhar, és néhány gyümölcsfa (dió, cseresznye, alma). Az őshonos fafajok közül foltokban található a kocsányos tölgy, nagyobb számban pedig a vénic szil, ill. a magyar kőris; van még egy homogén korai juhar-folt is, de kisebb egyedszámban a mezei-, és a hegyi juhar is előfordul. Az akácos cserjeszintjére leginkább a fekete bodza a jellemző. A borostyán több helyen "szőnyeget" alkot a talajon, és gyakran felfut a fákra, cserjékre is.
Az erdő élővilága egyébként is viszonylag gazdag és változatos, hiszen többféle élőhelytípus is megtalálható itt: erdő, füves rétek, árokpart. A terület közepén lévő domboldalon megterem még a ritka lila ökörfarkkóró is. A tavaszi erdő aljnövényzetére leginkább a zamatos turbolya és a vérehulló fecskefű a jellemző, de az illatos ibolya és a fürtös gyöngyike is feltűnik. A helyi lakosság szabadidejének rekreációs eltöltését szolgálja a kis futballpálya, az erdei tornapálya, a játszótér és a séta-ösvények.

## Külső hivatkozások
- Geocaching – pontok, ládák a környéken
- Turistautak.hu – sétautak a "Kiserdő" területén
- Lépték-Terv Tájépítész Iroda – területfejlesztési elképzelése Archiválva 2016. március 5-i dátummal a Wayback Machine-ben